# روان ناثانيل هاوس
روان ناثانيل هاوس (بالإنجليزية: Rowan Nathaniel House)‏ هو رسام أمريكي، ولد في 13 ديسمبر 1908، وتوفي في 26 يناير 1947 بسبب سرطان المعدة.